# Andrés Pérez (director de teatro)
Andrés Lorenzo Pérez Araya (Punta Arenas, 11 de mayo de 1951-Santiago, 3 de enero de 2002) fue un actor, dramaturgo y director teatral chileno, conocido principalmente por la obra La negra Ester y su labor en el teatro callejero.

## Biografía
Andrés Pérez Araya nació el 11 de mayo de 1951 en Punta Arenas, hijo de Antonio Pérez Alonso, maestro de herrería en ASMAR de la Armada, y Alicia Araya, dueña de casa. En su infancia tuvo varios problemas de salud, nació con ictericia y tenía problemas hepáticos de la vesícula biliar. Su inquietud religiosa lo llevó a ingresar a la Congregación de la Sagrada Familia, estando en los seminarios de La Serena y Santiago, y de la cual fue expulsado por indisciplina.De adolescente se traslada, junto a su familia a vivir a Tocopilla, puerto nortino. Aquí empieza a potenciar su natural talento creativo y liderazgo; crea el grupo de teatro “ATELIT”, al que dirige, le escribe obras de teatro y las produce. Con este grupo viaja por Antofagasta y Santiago, este es su primer laboratorio creativo. Por su particular visión de la vida donde el respeto a los estudiantes, a los trabajadores, a las mujeres y su rechazo a las discriminaciones es elegido presidente del Liceo de Tocopilla, actual Liceo Domingo Latrille Loustauneau. En ese momento, se decidió por la actuación teatral, carrera que estudió en la Universidad de Chile, en dos periodos, entre 1971 y 1973 y después desde 1975 hasta 1977, año en el que se tituló.
En 1972 se casó con la actriz y bailarina Rosa Ramírez, matrimonio que finalizó en 1975; de aquella relación nació, el 11 de septiembre de 1973, su hijo Andrés.
Practicó la danza en el Bim Bam Bum y en el programa de televisión Sábado Gigante. Entre 1978 y 1980 fue asistente de Fernando González en el Teatro Itinerante,  espacio en el que comenzó su formación en dirección teatral. Luego se independizó para fundar el Teatro Urbano Contemporáneo.
Viajó a Francia, donde en 1982 se integró al Théâtre du Soleil. Durante su participación en dicho grupo, actuó en obras como Enrique IV, Ricardo II, La historia terrible, pero inacabada de Norodom Sihanorik, rey de Camboya, La Indiada, entre otras.
Regresó a Chile en 1988, año en que, influenciado por su experiencia en Francia, fundó la compañía teatral Gran Circo Teatro, el día 11 de octubre. Desde esta compañía surgieron obras como Nemesio pela'o que es lo que te ha pasa'o, Popol Vuh, y la más influyente de su carrera, La Negra Ester, que lo catapultó como uno de los renovadores de la escena artística de Chile durante la década de 1990.
También recuperó las bodegas estatales de Matucana, lo que le llevó a conflictuar con el entonces bi-ministro de Vivienda y Bienes Nacionales, Jaime Ravinet, ya que Andrés planteaba que las y los artistas fueran quienes gestionaran el espacio al alero del aparato estatal, sin embargo fue rechazado y desalojado. Hoy ese lugar es el Centro Cultural Matucana 100.
En el año 2000 se le diagnosticó VIH, situación que mantuvo en silencio pese a haber sido un promotor del respeto hacia las personas viviendo con VIH, y defensor de las minorías sexuales; de hecho él declaró abiertamente en varias oportunidades su bisexualidad. El 1 de noviembre del 2001, ingresó en el Hospital San José de Santiago de Chile a causa de neumonía. Estuvo en la cama n.º 8, que meses más tarde se haría conocida por haber tenido uno de los índices de muerte más altos de ese hospital, debido a un error en los ductos de aire y oxígeno. Pérez falleció el 3 de enero de 2002.

## Legado

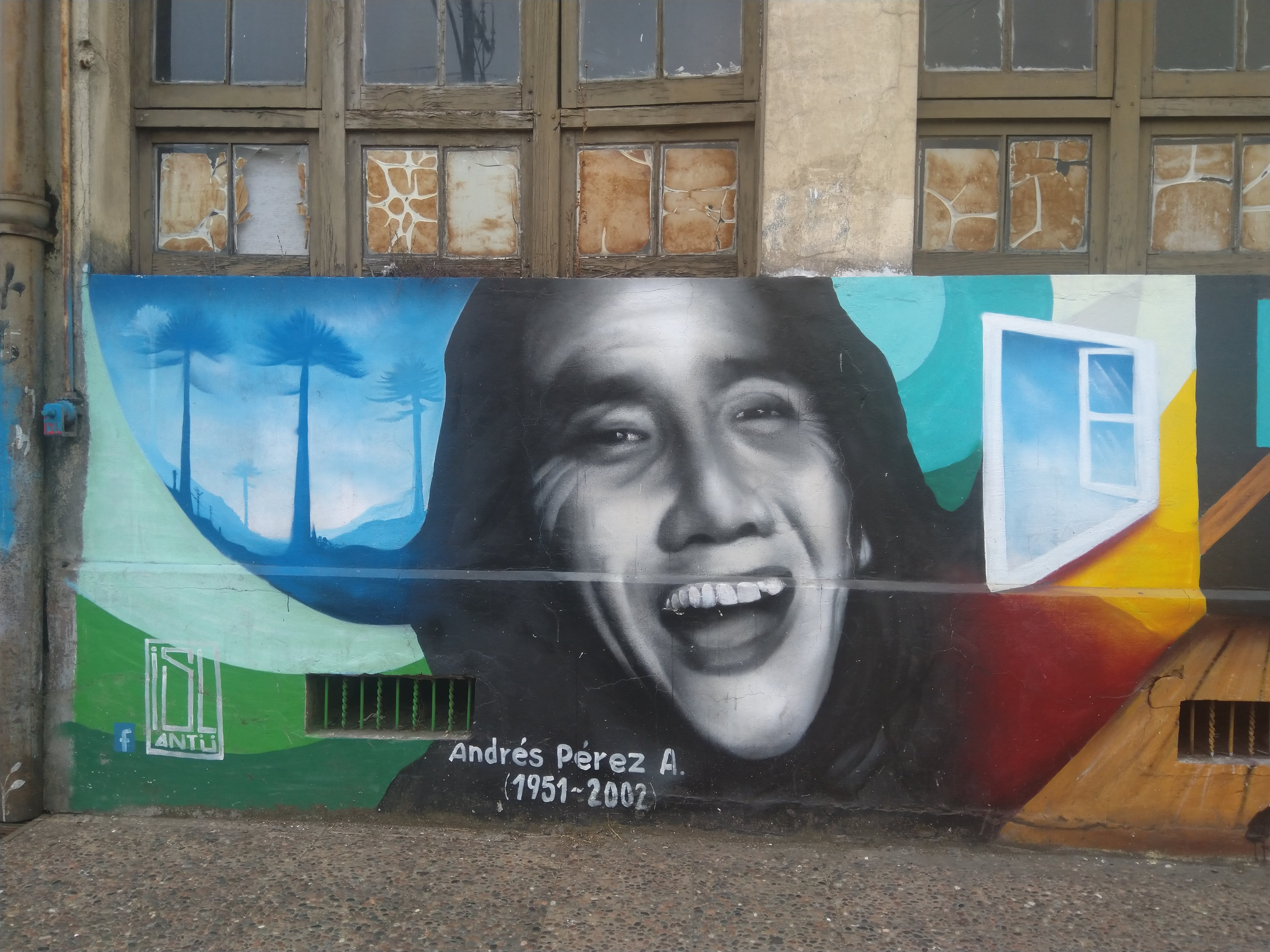
Grafiti de Andrés Pérez en Temuco, el año 2002

El día de nacimiento de Andrés Pérez, el 11 de mayo, se ha transformado en un día importante en cuanto a difusión cultural y artística. Cada año en esta fecha se realizan diversos carnavales teatrales en ciudades como Tocopilla, Valparaíso, Santiago, Concepción y Punta Arenas. En el año 2006 el Senado de Chile declaró el 11 de mayo como el Día Nacional del Teatro, en honor a la destacada carrera de Pérez.

## Obras

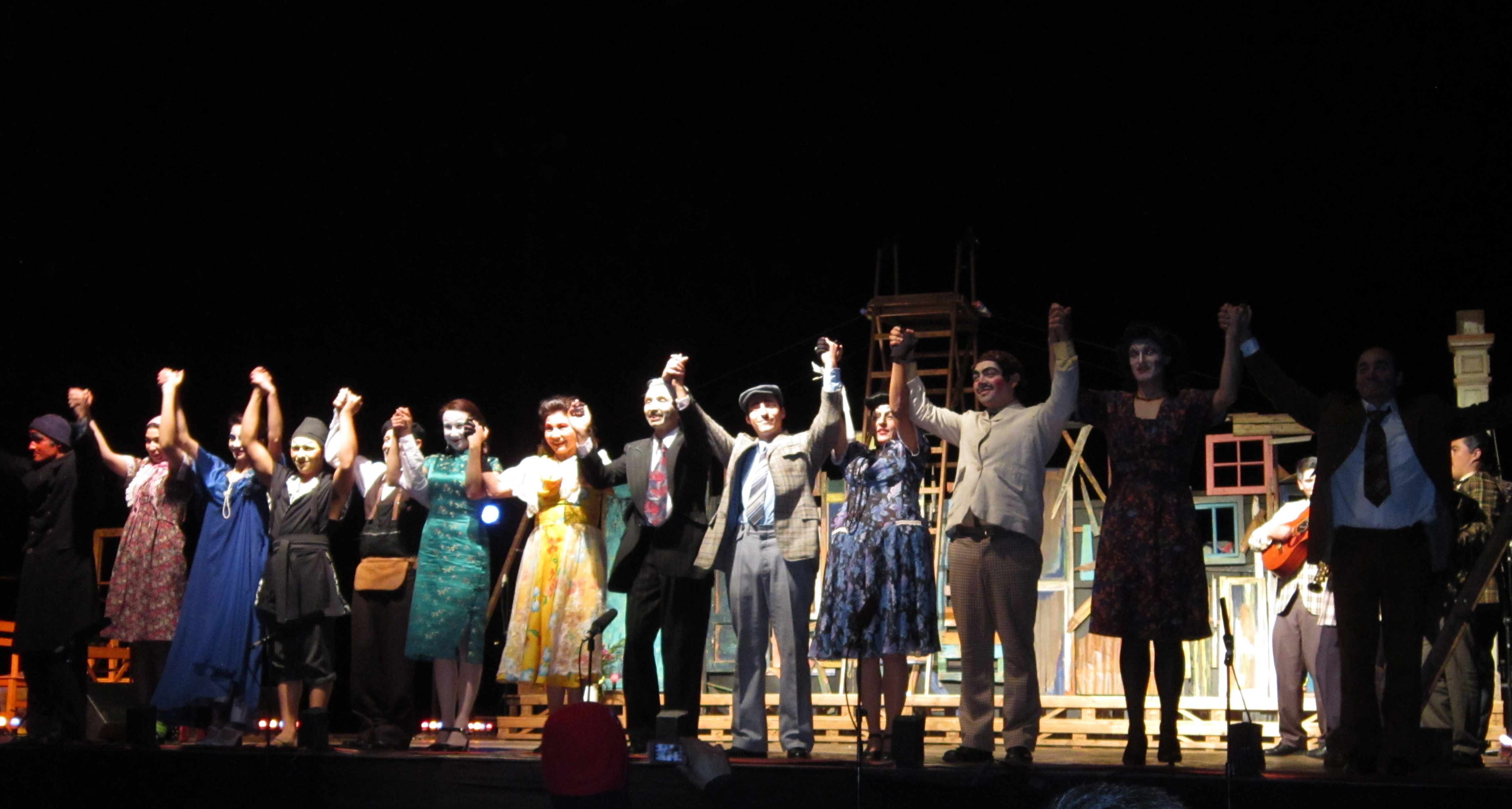
Elenco de La negra Ester en 2012

### Teatro
- 1983: Bienaventuranzas
- 1988: La negra Ester, basada en la obra de Roberto Parra.
- 1990: Época 70: Allende, creación colectiva
- 1992: Popol Vuh (reestrenada en 1998)
- Ricardo II y Noche de reyes
- 1995: El desquite, basada en la obra de Roberto Parra.
- 1996: El señor Bruschino, ópera.
- 1996: La consagración de la pobreza, basada en la obra de Alfonso Alcalde.
- 1996: La pérgola de las flores.
- 1997: Escala de seda, ópera.
- 1998: El contrato de matrimonio, ópera.
- 1998: Madame de Sade
- 1998: Tomás
- 1999: Nemesio Pelao ¿qué es lo que te ha pasao?, basada en la obra de Cristián Soto.
- 2000: Voces en el Barro
- 2000: Visitando a El Principito
- 2000: La orestíada
- 2001: La huida

### Filmografía
| Año  | Título               | Rol        | Notas                   | Ref.   |
| ---- | -------------------- | ---------- | ----------------------- | ------ |
| 2001 | Un ladrón y su mujer | Intérprete | Largometraje de ficción | [ 16 ] |